# 锡金槭
锡金槭（学名：Acer sikkimense）为槭树科槭属下的一个种。

## 扩展阅读
- 維基物種上的相關：锡金槭